# Chandler Jones
Chandler James Jones (Rochester, 27 febbraio 1990) è un giocatore di football americano statunitense che milita nel ruolo di defensive end nella National Football League e che è free agent. Fu scelto dai New England Patriots come 21º assoluto nel Draft NFL 2012. Al college ha giocato a football a Syracuse.

## Carriera universitaria
Jones ha iniziato a giocare a football alla Union-Endicott High School per poi iscriversi dal 2008 alla Syracuse University andando a giocare con i Syracure Orange, impegnati nell'allora Big East Conference della Divisione I della Football Bowl Subdivision (FBS) della NCAA. Nella sua prima stagione non ha partecipato a nessuna partita, mentre al secondo anno è sceso in campo in 12 partite, collezionando 52 tackle e 1,5 sack. Nella stagione 2010 registrò 57 tackle, 4 sack, 3 fumble forzati e 4 passaggi deviati. Nella stagione 2011 Jones giocò solamente in 7 partite a causa di un infortunio ma fu comunque inserito tra i migliori giocatori della conference, con 38 tackle e 4,5 sack su quarterback..
Il 30 dicembre 2011 Jones annunciò che sarebbe entrato nel Draft NFL 2012.
| Stagione | Stagione | Stagione   | Stagione   | Stagione | Stagione | Difesa  | Difesa  | Difesa  | Difesa | Difesa | Difesa |
| Anno     | Squadra  | Campionato | Conference | P        | PT       | T. tot. | T. sol. | T. ass. | Sack   | Pdev   | FF     |
| -------- | -------- | ---------- | ---------- | -------- | -------- | ------- | ------- | ------- | ------ | ------ | ------ |
| 2008     | Syracuse | FBS Div. I | Big East   | 0        | 0        | 0       | 0       | 0       | 0,0    | 0      | 0      |
| 2009     | Syracuse | FBS Div. I | Big East   | 12       | 8        | 52      | 33      | 19      | 1,5    | 0      | 0      |
| 2010     | Syracuse | FBS Div. I | Big East   | 13       | 13       | 57      | 38      | 19      | 4,0    | 4      | 3      |
| 2011     | Syracuse | FBS Div. I | Big East   | 7        | 7        | 38      | 30      | 8       | 4,5    | 0      | 0      |
| Totale   | Totale   | Totale     | Totale     | 32       | 28       | 147     | 101     | 46      | 10,0   | 4      | 3      |

Fonte: Football Database
In grassetto i record personali in carriera

## Carriera professionistica

### New England Patriots
Jones era considerato uno dei migliori prospetti tra i defensive end nel Draft 2012. Il 26 aprile 2012, Jones fu scelto dai New England Patriots come 21º assoluto del Draft. Fu la scelta più alta da Syracuse dai tempi di Dwight Freeney nel 2002. Il 23 maggio 2012, Chandler firmò un contratto quadriennale coi Patriots.

#### Stagione 2012
Il 9 settembre, nella partita di debutto di Jones, i Patriots vinsero contro i Tennessee Titans. Chandler mise a segno 5 tackle e il suo primo sack ai danni di Jake Locker. Per questa prestazione, Jones fu uno dei candidati al premio di rookie della settimana, vinto poi da Robert Griffin III. Nel turno successivo, i Patriots subirono la prima inaspettata sconfitta stagionale contro gli Arizona Cardinals: Chandler mise a segno 5 tackle e forzò un fumble. Nella settimana 3 i Patriots persero con un field goal negli ultimi istanti di gara contro i Ravens con Chandler che mise a segno 2 tackle.
Nella settimana 4 i Patriots tornarono alla vittoria segnando ben 52 punti ai Buffalo Bills con Jones che mise a referto 5 tackle e un sack su Ryan Fitzpatrick. A fine mese, Jones fu premiato come miglior rookie difensivo del mese di settembre.
Nella settimana 6, i Patriots sprecarono un vantaggio di 13 punti coi Seattle Seahawks perdendo 24-23: Jones tuttavia giocò una grande partita guidando la squadra con 9 tackle e mettendo a segno 2 sack su Russell Wilson. Nella settimana 8 i Patriots vinsero nettamente contro i St. Louis Rams nella cornice speciale dello Wembley Stadium a Londra con il giocatore che mise a segno un altro sack su Sam Bradford nel terzo quarto. La sua prima stagione regolare si concluse giocando 14 partite, 13 delle quali come titolare, con 45 tackle, 6,0 sack e 3 fumble forzati.

#### Stagione 2013
Nella vittoria della seconda settimana sui New York Jets, Jones mise a segno due sack su Geno Smith e un altro la settimana successiva contro i Tampa Bay Buccaneers. Nella settimana 6 Jones mise a segno un sack decisivo su Drew Brees nel finale di gara permettendo ai Patriots di tornare il possesso del pallone e poi di vincere allo scadere contro i precedentemente imbattuti New Orleans Saints. La settimana successiva guidò i Patriots con undici tackle e mise a segno 2 sack su Geno Smith dei New York Jets. Jones dopo la settimana 12 fu premiato come miglior difensore del mese di novembre della AFC in cui fece registrare complessivamente 17 tackle e 4 sack. La sua annata terminò con 79 tackle e 11,5 sack, disputando tutte le 16 partite della stagione regolare come titolare.

#### Stagione 2014
Nella vittoria della settimana 2 in casa dei Minnesota Vikings, Jones bloccò un field goal ritornandolo in touchdown, oltre a mettere a segno 8 tackle 2 sack su Matt Cassel, che gli valsero il premio di miglior difensore della AFC della settimana. A fine anno conquistò il suo primo titolo di campione quando i Patriots batterono i Seattle Seahawks nel Super Bowl XLIX.

#### Stagione 2015
Nel secondo turno della stagione 2015, Jones mise a segno 3 sack su Tyrod Taylor nella vittoria esterna sui Bills. A fine anno fu convocato per il primo Pro Bowl in carriera dopo essersi classificato al quinto posto nella NFL con 12,5 sack.

### Arizona Cardinals

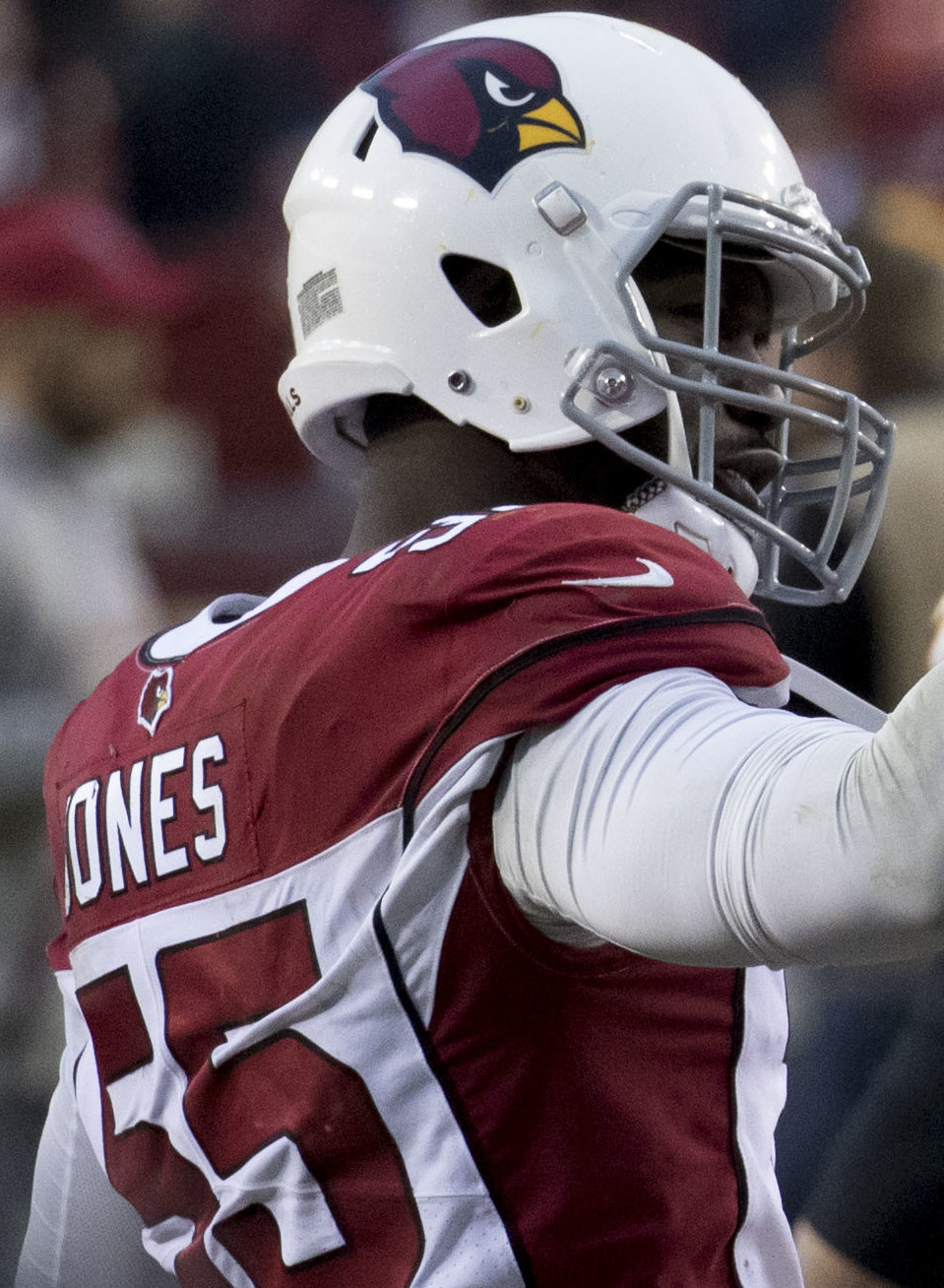
Jones nel 2017

#### Stagione 2016
Il 15 marzo 2016, Jones fu scambiato con gli Arizona Cardinals per Jonathan Cooper e una scelta del secondo giro del Draft NFL 2016. Nella prima stagione con la nuova maglia mise a segno 49 tackle, 11 sack e quattro fumble forzati, venendo votato dai propri colleghi al numero 85 nella NFL Top 100.

#### Stagione 2017
Il 10 marzo 2017, Jones firmò con i Cardinals un rinnovo quinquennale del valore di 82,5 milioni di dollari. A dicembre fu premiato come difensore del mese della NFC dopo che mise a segno 19 tackle, 5 sack e un passaggio deviato. A fine stagione fu convocato per il suo secondo Pro Bowl e inserito nel First-team All-Pro dopo avere guidato la NFL con 17 sack, un record di franchigia dei Cardinals.

#### Stagione 2018
Nel quinto turno della stagione 2018 Jones fu premiato come difensore della NFC della settimana dopo avere messo a segno un sack, un passaggio deviato, un fumble forzato e recuperato e 3 tackle for loss nella vittoria su San Francisco.

#### Stagione 2019
Nel settimo turno della stagione 2019 Jones mise a segno un record in carriera di 4 sack nella vittoria sui New York Giants, oltre a un fumble forzato e uno recuperato che gli valsero per la terza volta il premio di difensore della NFC della settimana. Ottenne di nuovo lo stesso riconoscimento nel penultimo turno quando fece registrare 4 sack, 2 fumble forzati e 6 tackle nella vittoria sui Seahawks. A fine stagione fu convocato per il suo terzo Pro Bowl e inserito nel First-team All-Pro dopo essersi classificato secondo nella NFL con 19 sack e primo con 8 fumble forzati.

#### Stagione 2021
Nella prima gara della stagione 2021 Jones disputò una delle migliori gare in carriera pareggiando il record di franchigia con 5 sack e forzando due fumble nella vittoria sui Tennessee Titans. Superò così la soglia dei 100 sack in carriera e venne premiato come difensore della NFC della settimana. Lo stesso riconoscimento lo vinse nell'11º turno grazie a 4 tackle, 2 sack e un fumble forzato contro i Seahawks. A fine stagione fu convocato per il suo quarto Pro Bowl dopo avere concluso con 10,5 sack e 6 fumble forzati.

### Las Vegas Raiders

#### Stagione 2022
Il 16 marzo 2022 Jones firmò un contratto triennale del valore di 51 milioni di dollari con i Las Vegas Raiders. Nel tredicesimo turno fu premiato come miglior difensore della AFC della settimana grazie a 6 placcaggi (di cui 2 con perdita di yard), 3 sack e un passaggio deviato nella vittoria sui Los Angeles Chargers. Nella partita della settimana 15 contro i New England Patriots nell'ultima azione dei tempi regolamentari, con il punteggio in parità 24-24, Jones recuperò un fumble su un passaggio laterale degli avversari e lo ritornò in touchdown con una corsa di 48 yard che valse la vittoria 30-24 per i Raiders, in un'azione divenuta nota come Lunatic Lateral. Il 28 dicembre 2022, a causa di un infortunio al gomito rimediato nella gara del sedicesimo turno contro i Pittsburgh Steelers, Jones fu spostato in lista infortunati, terminando anzitempo la sua stagione. La sua prima annata nel Nevada si chiuse con 38 placcaggi, 4,5 sack e un fumble forzato in 15 presenze, tutte come titolare.

#### Stagione 2023
Il 5 settembre 2023, a pochi giorni dall'inizio della stagione, Jones tramite il suo profilo instagram criticó il capo-allenatore dei Raiders Josh McDaniels e il general manager Dave Ziegler dichiarando che non aveva voglia di giocare per loro. Il giorno dopo, nella conferenza stampa post allenamento dei Raiders, McDaniels dichiarò che Jones era stato assente agli allenamenti in quei giorni per un problema personale e privato che non riguardava dunque la squadra e che non ne avrebbe quindi parlato con i giornalisti. In seguito Jones rimosse tali post accusatori dal suo profilo social. L'8 settembre 2023 McDaniels, nella conferenza stampa prima della partita di settimana 1 contro i Denver Broncos, affermò di non aspettarsi la presenza di Jones alla gara, che infatti il giorno dopo fu inserito dai Raiders tra gli inattivi per la partita. Jones fu tenuto fuori squadra anche nella successiva gara. Il 20 settembre 2023 i Raiders inserirono Jones nella lista riserve/infortuni non legati al football. Il 28 settembre 2023 Jones tornò ad attaccare McDaniels in un lungo video pubblicato su X, poi rimosso, in cui accusò l'allenatore dei Raiders di avere anche responsabilità di quanto accaduto ad Aaron Hernandez, suo compagno nei Patriots morto suicida in carcere nel 2017, dopo essere stato condannato all'ergastolo per omicidio. Dopo essere stato arrestato, il 30 settembre fu svincolato.

## Statistiche

### Stagione regolare
| Stagione | Stagione | Stagione | Stagione | Difesa  | Difesa  | Difesa  | Difesa | Difesa | Difesa |
| Anno     | Squadra  | P        | PT       | T. tot. | T. sol. | T. ass. | Sack   | Pdev   | FF     |
| -------- | -------- | -------- | -------- | ------- | ------- | ------- | ------ | ------ | ------ |
| 2012     | NE       | 14       | 13       | 45      | 24      | 21      | 6,0    | 4      | 3      |
| 2013     | NE       | 16       | 16       | 79      | 40      | 39      | 11,5   | 0      | 1      |
| 2014     | NE       | 10       | 8        | 43      | 30      | 13      | 6,0    | 2      | 2      |
| 2015     | NE       | 15       | 15       | 44      | 31      | 13      | 12,5   | 1      | 4      |
| 2016     | ARI      | 16       | 16       | 49      | 38      | 11      | 11,0   | 3      | 4      |
| 2017     | ARI      | 16       | 16       | 59      | 52      | 7       | 17,0   | 3      | 2      |
| 2018     | ARI      | 16       | 16       | 49      | 38      | 11      | 13,0   | 4      | 3      |
| 2019     | ARI      | 16       | 16       | 53      | 42      | 11      | 19,0   | 5      | 8      |
| 2020     | ARI      | 5        | 5        | 11      | 5       | 6       | 1,0    | 0      | 0      |
| 2021     | ARI      | 15       | 15       | 41      | 31      | 10      | 10,5   | 4      | 6      |
| 2022     | LV       | 15       | 15       | 38      | 21      | 17      | 4,5    | 3      | 1      |
| Totale   | Totale   | 154      | 151      | 511     | 352     | 159     | 112,0  | 29     | 34     |

### Playoff
| Stagione | Stagione | Stagione | Stagione | Difesa  | Difesa  | Difesa  | Difesa | Difesa | Difesa |
| Anno     | Squadra  | P        | PT       | T. tot. | T. sol. | T. ass. | Sack   | Pdev   | FF     |
| -------- | -------- | -------- | -------- | ------- | ------- | ------- | ------ | ------ | ------ |
| 2012     | NE       | 2        | 1        | 2       | 1       | 1       | 0,0    | 0      | 0      |
| 2013     | NE       | 2        | 2        | 3       | 2       | 1       | 0,0    | 0      | 0      |
| 2014     | NE       | 3        | 3        | 8       | 7       | 1       | 1,0    | 0      | 0      |
| 2015     | NE       | 2        | 2        | 5       | 3       | 2       | 1,0    | 0      | 0      |
| 2021     | ARI      | 1        | 1        | 9       | 6       | 3       | 0,0    | 0      | 0      |
| Totale   | Totale   | 10       | 9        | 27      | 19      | 8       | 2,0    | 0      | 0      |

Fonte: Football Database
In verde la vittoria del Super Bowl — In grassetto i record personali in carriera — Statistiche aggiornate alla stagione 2022

## Palmarès

### Franchigia
- Super Bowl : 1

New England Patriots: XLIX
- American Football Conference Championship: 1

New England Patriots: 2014

### Individuale
- Convocazioni al Pro Bowl: 4

2015, 2017, 2019, 2021
- First-team All-Pro: 2

2017, 2019
- Difensore del mese della AFC: 1

novembre 2013
- Difensore del mese della NFC: 1

dicembre 2017
- Difensore della settimana della AFC: 2

2ª del 2014, 13ª del 2022
- Difensore della settimana della NFC: 5

5ª del 2018, 7ª e 16ª del 2019, 1ª e 11ª del 2021
- Rookie difensivo del mese: 1

settembre 2012
- NFL Butkus Award: 1

2019
- Leader della NFL in sack / Deacon Jones Award: 1

2017
- Leader della NFL in fumble forzati: 1

2019
- PFWA All-Rookie Team - 2012
- Formazione ideale della NFL degli anni 2010

## Vita privata
Jones è il fratello minore di Arthur, ex giocatore nella NFL, e di Jon campione di MMA nella UFC.

### Ospedalizzazione e arresti
Il 7 settembre 2023 Jones informó tramite social media che un membro dell'unità di crisi del Fire&Rescue Team di Las Vegas era venuto a casa sua, Jones aggiunse che erano stati i Raiders a mandarlo. Il 26 settembre 2023 Jones annunciò sempre tramite social media che recentemente era stato ospedalizzato contro la sua volontà dal Fire Department di Las Vegas e poi condotto in una struttura per la salute comportamentale. Nella tarda nottata del 28 settembre 2023 Jones fu arrestato dalla polizia di Las Vegas e portato alla prigione della Contea di Clark presumibilmente per aver violato un ordine protettivo per violenza domestica. Secondo alcune fonti giornalistiche Jones si sarebbe recato presso l'abitazione della sua ex fidanzata, rubando alcuni oggetti dalla zona esterna della casa e bruciandoli poi nel cortile. Fu quindi liberato il giorno dopo dietro pagamento di una cauzione di 15.000 dollari, con l'udienza in tribunale fissata per il 4 dicembre 2023. Il 17 ottobre 2023, a meno di un mese dal primo fermo, Jones fu nuovamente arrestato dalla polizia di Las Vegas sempre per violazione di un ordine restrittivo temporaneo, avendo inviato messaggi via Instagram alla sua ex, e quindi rilasciato il giorno dopo dietro pagamento di una cauzione con udienza fissata per il 19 dicembre 2023. Jones tornò a far parlare di se il 27 novembre 2023 quando in una diretta in live streaming dalla sua residenza in Arizona accusò di essere perseguitato dalla polizia di Scottsdale e accidentalmente si mostrò nudo. Pochi giorni dopo, il 18 dicembre, pubblicò un nuovo video, registrato presumibilmente proprio il precedente 27 novembre, in cui si vedeva Jones confrontarsi, con toni non aggressivi ma alquanto agitati, con agenti della polizia della contea di Maricopa che si erano presentati per un controllo presso la sua abitazione. Il 7 febbraio 2024 Jones si presentò davanti ad una corte del Nevada per l'accusa di aver violato due volte l'ordine restrittivo verso la sua ex fidanzata, dichiarandosi non colpevole. Tornò a pubblicare sui social il 12 febbraio e poi due giorni dopo, questa volta dichiarando che era per lui un "nuovo giorno", che ora si sentiva meglio e scusandosi apertamente per quanto accaduto nei mesi precedenti. Il 1º aprile 2024 una corte di Las Vegas rinnovò per un altro mese l'ordine restrittivo nei confronti di Jones, programmando per il successivo 29 aprile una nuova udienza sul caso.